# Биби, Зейнаб
Зейнаб Биби (англ. Zainab Bibi) (род. 1974, Манди-Раджана, Пенджаб, Пакистан) — самая высокая женщина Великобритании и Пакистана.

## Биография
Зейнаб Биби была одной из пяти дочерей в семье. С 15-летнего возраста Зейнаб Биби прибавляла в росте и достигла высоты 218 см. Ноги достигают длины 137 см, руки 106 см, пальцы рук 24 см, пальцы ног 10,8 см. Вес 82 кг. Она запросила убежища в Великобритании, так как по её утверждениям ей угрожало преследование и издевательства по-причине высокого роста у себя на Родине. Подростки в её родном городе бросали в неё камни и рвали на ней одежду, во время одной из атак нападающие сломали ей запястье. Некоторое время жила в Манчестере, Великобритания. Скончалась в 2018 году.